# Парагвайска футболна асоциация
Парагвайската футболна асоциация (на испански: Asociación Paraguaya de Futbol или APF) е ръководният орган на футбола в Парагвай. През 1906 г., представителите на петте съществуващи футболни отбора в Парагвай по това време се срещат, за да се създаде ръководния орган на футбола в Парагвай, Парагвайски футболна лига. През 1988 г. името му е променено до настоящия си вид. Асициацията организира парагвайската футболна лига и националния футболен отбор на Парагвай, и е със седалище Асунсион, столица на Парагвай.